# Бівер-Дам (містечко, Вісконсин)
Бівер-Дам (англ. Beaver Dam) — місто (англ. town) в США, в окрузі Додж штату Вісконсин. Населення — 4062 особи (2020).

## Демографія
Згідно з переписом 2010 року, у місті мешкали 3962 особи в 1551 домогосподарстві у складі 1164 родин. Було 1711 помешкання
Расовий склад населення:
| - 93,2 % — білих - 1,0 % — азіатів - 0,3 % — корінних американців - 0,3 % — чорних або афроамериканців - 4,2 % — осіб інших рас |

До двох чи більше рас належало 1,0 %. Частка іспаномовних становила 6,3 % від усіх жителів.
За віковим діапазоном населення розподілялося таким чином: 24,0 % — особи молодші 18 років, 62,1 % — особи у віці 18—64 років, 13,9 % — особи у віці 65 років та старші. Медіана віку мешканця становила 44,3 року. На 100 осіб жіночої статі у місті припадало 102,1 чоловіків; на 100 жінок у віці від 18 років та старших — 102,4 чоловіків також старших 18 років.
Середній дохід на одне домашнє господарство становив 69 922 долари США (медіана — 70 098), а середній дохід на одну сім'ю — 81 339 доларів (медіана — 79 797). Медіана доходів становила 48 356 доларів для чоловіків та 40 364 долари для жінок. За межею бідності перебувало 3,7 % осіб, у тому числі 3,1 % дітей у віці до 18 років та 6,7 % осіб у віці 65 років та старших.
Цивільне працевлаштоване населення становило 2212 осіб. Основні галузі зайнятості: виробництво — 27,5 %, освіта, охорона здоров'я та соціальна допомога — 21,4 %, роздрібна торгівля — 12,2 %, мистецтво, розваги та відпочинок — 7,3 %.